# Тунис на Светском првенству у атлетици на отвореном 2015.
Тунис је учествовао на Светском првенству у атлетици на отвореном 2015. одржаном у Пекингу од 22. до 30. августа, четрнаести пут, односно учествовао је на свим првенствима до данас осим на 3. првенству одржаном у Токију 1991. године. Репрезентацију Туниса је престављало је четворо атлетичара (три мушкарца и једна жена) који су се такмичили у 4 дисциплине.,
На овом првенству представници Туниса су освојили једну сребрну медаљу. Овим успехом Тунис је делио 25 место у укупном пласману освајача медаља. Освојена медаља је била друга сребрне и укупно 3 медаље освојене на светским првенствима на отвореном.
У табели успешности према броју и пласману такмичара који су учествовали у финалним такмичењима (првих 8 такмичара) Тунис је са 1 учесником у финалу делио 44. место са 7 бодова, од 68 земаља које су имале представнике у финалу. На првенству је учествовало 207 земаља чланица ИААФ.
| Пл.  | Земља | 1. место | 2. место | 3. место | 4. место | 5. место | 6. место | 7. место | 8. место | Бр. фин. | Бод. |
| ---- | ----- | -------- | -------- | -------- | -------- | -------- | -------- | -------- | -------- | -------- | ---- |
| =44. | Тунис | 0        | 1        | 0        | 0        | 0        | 0        | 0        | 0        | 1        | 7    |

## Учесници
| Дисциплина       | Спортисти       | Спортисти    |
| Дисциплина       | Мушкарци        | Жене         |
| ---------------- | --------------- | ------------ |
| Маратон          | Висем Хосни     | -            |
| 400 м препоне    | Mohamed Sghaier | -            |
| 3.000 м препреке | Амор Бен Јаија  | Хабиба Гриби |

| Дисциплина | Спортисти | Спортисти |
| Дисциплина | Мушкарци  | Жене      |
| ---------- | --------- | --------- |
| -          | -         | -         |

## Освајачи медаља

### Сребро (1)
- Хабиба Гриби — 3.000 м препреке

## Резултати

### Мушкарци
| Атлетичар       | Дисциплина       | Лични рекорд | Квалификације      | Квалификације      | Полуфинале         | Полуфинале         | Финале               | Финале             | Детаљи |
| Атлетичар       | Дисциплина       | Лични рекорд | Резултат           | Место              | Резултат           | Место              | Резултат             | Место              | Детаљи |
| --------------- | ---------------- | ------------ | ------------------ | ------------------ | ------------------ | ------------------ | -------------------- | ------------------ | ------ |
| Висем Хосни     | Маратон          | 2:16:35      |                    |                    |                    |                    | Није завршио трку    | Није завршио трку  |        |
| Mohamed Sghaier | 400 м препоне    | 49,22        | ДИСК. чл. 168.7(а) | ДИСК. чл. 168.7(а) | ДИСК. чл. 168.7(а) | ДИСК. чл. 168.7(а) | ДИСК. чл. 168.7(а)   | ДИСК. чл. 168.7(а) |        |
| Амор Бен Јаија  | 3.000 м препреке | 8:14.05 НР   | 8:43,11            | 5 у гр. 1          |                    |                    | Није се квалификовао | 21 / 38 (42)       |        |

### Жене
| Атлетичарка  | Дисциплина       | Лични рекорд | Квалификације | Квалификације | Финале   | Финале | Детаљи                                    |
| Атлетичарка  | Дисциплина       | Лични рекорд | Резултат      | Место         | Резултат | Место  | Детаљи                                    |
| ------------ | ---------------- | ------------ | ------------- | ------------- | -------- | ------ | ----------------------------------------- |
| Хабиба Гриби | 3.000 м препреке | 9:08,37      | 9:24,38 КВ    | 1. у гр. 2    | 9:19,24  |        | Архивирано на веб-сајту (27. август 2015) |